# Ali Riza Kaya
Ali Riza Kaya (* 1930 in der Türkei) ist ein Hamburger Gastronom und Autor von Kochbüchern über die türkische Küche. Er verfasste das erste türkische Kochbuch in deutscher Sprache, das größere Beachtung erfuhr und war auch Betreiber des ersten türkischen Restaurants in Hamburg.

## Leben und Wirken
1968 eröffnete Kaya im Hamburger Universitätsviertel Rotherbaum sein türkisches Restaurant mit dem Namen At Nali, zu diesem Zeitpunkt das erste in der Hansestadt. Der gemeinsam mit seiner Frau geführte Betrieb entwickelte sich zum Treffpunkt der Studentenszene und auch von NDR-Prominenz, wie zum Beispiel Peer Augustinski, Hanne Haller, Mike Krüger, Freddy Quinn, Dagmar Berghoff, Inge Meysel und Johannes B. Kerner.
Ab 1980 veröffentlichte Kaya mehrere Kochbücher über die türkische Küche, die sehr erfolgreich waren und teilweise in hohen Auflagen erschienen sind und auch ins Niederländische übersetzt wurden. Die Werke trugen dazu bei, die traditionelle türkische Länderküche in Deutschland bekannt zu machen.
Im Alter von 71 Jahren beendete Kaya seine Tätigkeit als Gastronom. Das Restaurant At Nali wurde nach 33 Jahren geschlossen.

## Werke
- Die türkische Küche. Ali Riza Kaya stellt die typischen Originalrezepte seines Landes vor. Orig.-Ausg., 5. Aufl., Heyne Verlag, München 1985 (= Heyne-Koch- und Getränkebücher; Nr. 4291), ISBN 3-453-40275-8.
- Türkische Küche. Orig.-Ausg., 7. Aufl., Heyne Verlag, München 1988 (= Die Heyne-Länderküchen; 10), ISBN 3-453-02715-9.
- Die türkische Nationalküche aus allen Regionen. 200 Originalrezepte. Orig.-Ausg., Heyne Verlag, München 1986 (= Heyne Koch- und Getränkebücher; Nr. 4451), ISBN 3-453-40435-1.
- Die türkische Küche. 200 Originalrezepte aus allen Regionen. Orig.-Ausg., überarb. Neuaufl., Heyne Verlag, München 1995 (= Heyne-Koch- und Getränkebücher; 4675), ISBN 3-453-08075-0.